# Donji Milanovac
Donji Milanovac (izvirno srbsko Доњи Милановац) je naselje v Srbiji, ki upravno spada pod Občino Majdanpek; slednja pa je del Borskega upravnega okraja. Staro ime za Donji Milanovac je bilo Poreč.

## Demografija
мини|Дунав код Доњег Милановца
V naselju, katerega izvirno (srbsko-cirilično) ime je Доњи Милановац, živi 2477 polnoletnih prebivalcev, pri čemer je njihova povprečna starost 38,7 let (37,6 pri moških in 39,6 pri ženskah). Naselje ima 1166 gospodinjstev, pri čemer je povprečno število članov na gospodinjstvo 2,69.
To naselje je, glede na rezultate popisa iz leta 2002, večinoma srbsko.
|  |

| Demografija | Demografija     | Demografija     |
| Leto        | Št. prebivalcev | Št. prebivalcev |
| ----------- | --------------- | --------------- |
|             |                 |                 |
|             |                 |                 |
|             |                 |                 |
|             |                 |                 |
| 1948        | 2274            |                 |
| 1953        | 2629            |                 |
| 1961        | 2669            |                 |
| 1971        | 2595            |                 |
| 1981        | 2996            |                 |
| 1991        | 3338            | 3265            |
| 2002        | 3354            | 3132            |
|             |                 |                 |

| Etnična sestava po popisu iz leta 2002 | Etnična sestava po popisu iz leta 2002 | Etnična sestava po popisu iz leta 2002 | Etnična sestava po popisu iz leta 2002 | Etnična sestava po popisu iz leta 2002 |
| -------------------------------------- | -------------------------------------- | -------------------------------------- | -------------------------------------- | -------------------------------------- |
| Srbi                                   | Srbi                                   |                                        | 3.018                                  | 96,36%                                 |
| Črnogorci                              | Črnogorci                              |                                        | 19                                     | 0,60%                                  |
| Vlahi                                  | Vlahi                                  |                                        | 19                                     | 0,60%                                  |
| Hrvati                                 | Hrvati                                 |                                        | 12                                     | 0,38%                                  |
| Jugoslovani                            | Jugoslovani                            |                                        | 12                                     | 0,38%                                  |
| Muslimani                              | Muslimani                              |                                        | 8                                      | 0,25%                                  |
| Makedonci                              | Makedonci                              |                                        | 6                                      | 0,19%                                  |
| Romuni                                 | Romuni                                 |                                        | 5                                      | 0,15%                                  |
| Ukrajinci                              | Ukrajinci                              |                                        | 2                                      | 0,06%                                  |
| Slovenci                               | Slovenci                               |                                        | 2                                      | 0,06%                                  |
| Rusini                                 | Rusini                                 |                                        | 2                                      | 0,06%                                  |
| Madžari                                | Madžari                                |                                        | 2                                      | 0,06%                                  |
| Romi                                   | Romi                                   |                                        | 1                                      | 0,03%                                  |
| Albanci                                | Albanci                                |                                        | 1                                      | 0,03%                                  |
| Neznano                                | Neznano                                |                                        | 3                                      | 0,09%                                  |